# 扎河乡
扎河乡，是中华人民共和国青海省玉树藏族自治州治多县下辖的一个乡镇级行政单位。

## 行政区划
扎河乡下辖以下地区：
治赛牧委会、口前牧委会、大旺牧委会和马赛牧委会。